# Maggie Friedman
Maggie Friedman (...) è una sceneggiatrice e produttrice televisiva statunitense.

## Biografia
Nel 2009 Maggie Friedman è stata ideatrice della serie ABC Eastwick. Dal 2013 al 2014 è stata showrunner della serie per Lifetime Le streghe dell'East End. Nel 2021 è stata invece a capo di L'estate in cui imparammo a volare, serie realizzata da Netflix basata sull'omonimo libro di Kristin Hannah.

## Filmografia

### Sceneggiatrice
- Wasteland – serie TV, 4 episodi (1999)
- Ancora una volta (Once and Again) – serie TV, 3 episodi (2001-2002)
- Dawson's Creek – serie TV, 10 episodi (2002-2003)
- Jack & Bobby - serie TV, 2 episodi (2004-2005)
- Kat Plus One - film TV (2004)
- Eastwick – serie TV, 3 episodi (2009)
- Le streghe dell'East End (Witches of East End) – serie TV, 6 episodi (2013-2014)
- No Tomorrow – serie TV, 1 episodio (2016)
- L'estate in cui imparammo a volare (Firefly Lane) – serie TV, 3 episodi (2021)

### Produttrice televisiva
- Ancora una volta (Once and Again) – serie TV, 17 episodi (2001-2002)
- Dawson's Creek – serie TV, 4 episodi (2002-2003)
- Spellbound - film TV (2007)
- Eastwick – serie TV, 5 episodi (2009-2010)
- Le streghe dell'East End (Witches of East End) – serie TV, 7 episodi (2013-2014)
- No Tomorrow – serie TV, 5 episodi (2016-2017)
- L'estate in cui imparammo a volare (Firefly Lane) – serie TV, 10 episodi (2021)